# کنوپی لبز
کنوپی لبز (به انگلیسی: Canopy Labs) یک شرکت در زمینه تحلیل مشتری است که مقر آن در تورنتو کانادا قرار دارد. این شرکت در سال ۲۰۱۲ تأسیس شد و تحلیل بازاریابی را در قالب اجاره نرم‌افزار به سازمان‌ها و شرکت‌های مختلف ارائه می‌دهد. کنوپی لبز در شتاب‌دهنده وای کامبینیتر شکل گرفت.